# K. Spányi Béla

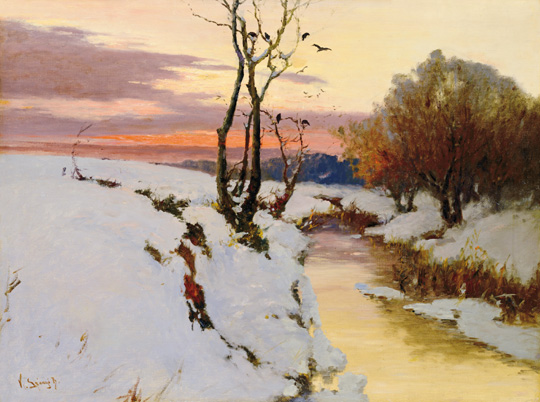
Alkonyati téli folyópart

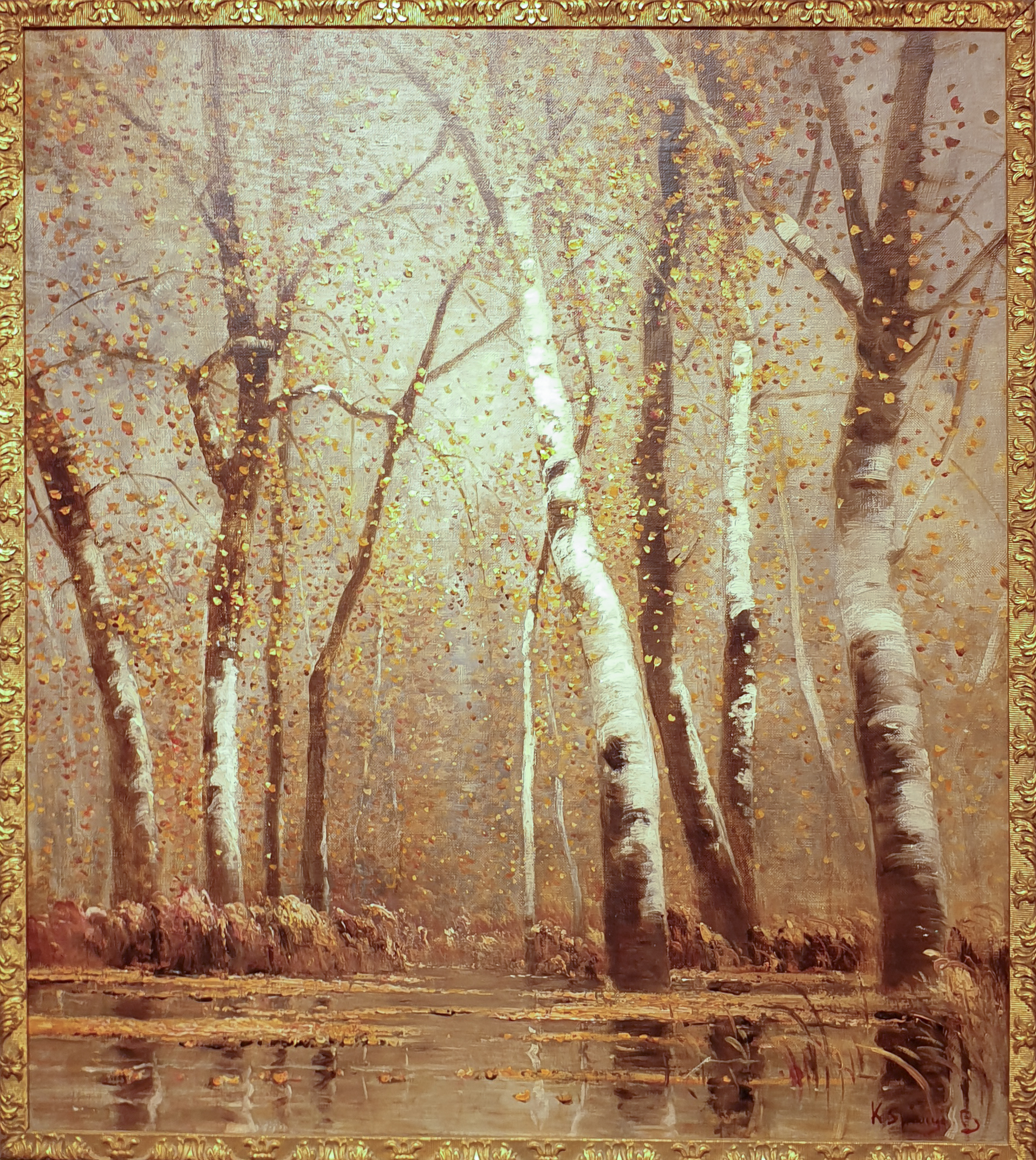
Aranyeső

K. Spányi Béla, Spányi Béla (Pest, 1852. március 19. – Budapest, 1914. június 12.) magyar festő.

## Életpályája
Vácott kezdett festészetet tanulni, mestere a mára ismeretlen, Török nevű rajztanár, festő volt. Szolnokon, majd 1870-ben állami ösztöndíjjal a bécsi festészeti akadémián folytatta képzését, megjárta Münchent és Párizst is. 1878-ban hazatért, és Szolnokon telepedett le. Ekkorra már kiérlelődött egyéni stílusa, melankolikus hangulatú, realista, de érzelemdús tájképi ábrázolását később Mészöly Gézáéval rokonították. Külföldön is elismerték, müncheni tartózkodása alatt a bajor régens herceg vásárolt képeiből, és többször felkereste Baditz Ottóval közös műtermében.
Az 1880-as évek elején Bodajkon telepedett le, mert megfogta a táj elvadult, mocsaras, ugyanakkor romantikus volta.
Korai művei aprólékosabb ábrázolási technikával készültek, később oldottabbá vált stílusa.
Állami aranyérmet kapott az Őszi napfény, Róth-díjat a Sás-szedő, Társulati díjat az Őszi reggel című képe. Egyéb művei is a bodajki környéket jellemzik: Faluvége, Országút este, Bodajki Kálvária, Mocsaras táj, Alkony, Pihenő.
Az Országház ebédlőjébe öt, magyar várakat ábrázoló nagy méretű freskót készített. Az 1890-es évek végén a kormány megbízásából Boszniába utazott, s az ottani tájakat festette meg. 1905-ben gyűjteményes kiállítása volt a Műcsarnokban. Több képét őrzi a Nemzeti Múzeum, néhányat a Szépművészeti Múzeum, a szegedi Móra Múzeum. Számos művét a Magyar Nemzeti Galéria őrzi.
Fesztyvel együtt dolgozott a körkép tájábrázoló részein. A korabeli hírlapok tudósítottak arról, hogy Vágó Pállal és Styka Jannal szintén körkép festésére vállalkoztak. Az Erdélyi körképen megfestették Nagyszeben 1849. március 11-i Bem által történt bevételét. A 120 méter hosszú és 15 méter magas vásznon csatajeleneteket ábrázoltak a magyar szabadságharc mellett küzdő lengyel vörössipkásokat, a székely felkelőket, a Vilmos huszárok rohamát, kaszás népfelkelőket, a vezérkart és a lován ülő Petőfi Sándort. „Pesten jártában senki el ne mulassza megnézni a Bem Petőfi körképet” — írta a Moór és Vidéke, 1898. július 17-i számában. E mű sajnos megsemmisült.

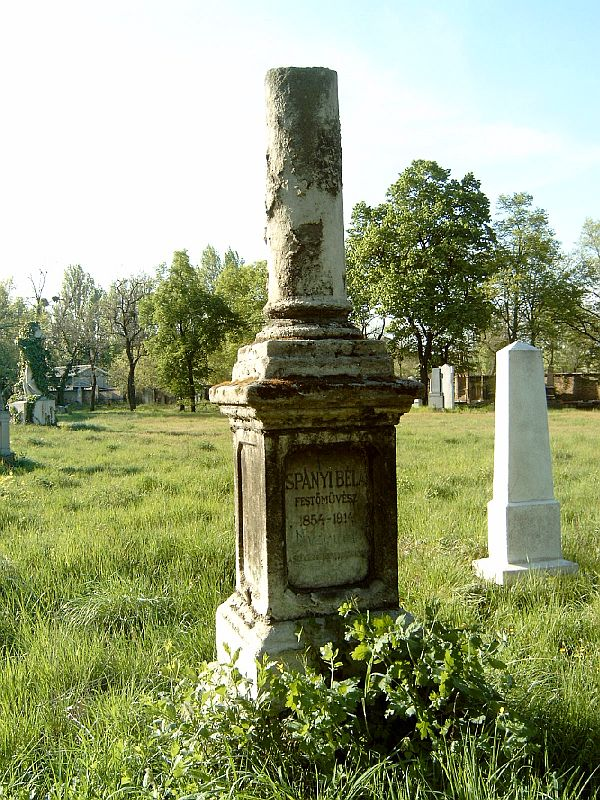
Sírja a Fiumei úti sírkertben (9-1-60)

Pályája kezdetén nyomorúságos körülmények között élt, de művészetének elismerése anyagi biztonságot teremtett számára. Kastélyszerű, nagy műtermet épített Bodajk főutcáján, ahol, mint egy tárlaton, látogatókat is fogadott. Családjával együtt idős koráig Bodajkon élt, csak élete végén telepedett vissza Budapestre.

## Díjai, elismerései
1879-ben Székesfehérvárott, 1891-ben Zágrábban kitüntetést kapott. Ugyancsak 1891-ben Berlinben díszoklevelet nyert el. 1882-ben megkapta a Ráth György-féle 400 aranyforintos díjat. 1893-ban a Képzőművészeti Társulat állami aranyérmét nyerte el.

## Emlékezete
- 2014-ben 2000 Ft értékű érmet adtak ki halálának 100. évfordulójára, melynek egyik oldalán Spányi félalakos portréja, másikon pedig „Fűzfák” című festményének részlete látható.[2]